# Milik (Polen)
Milik is een plaats in het Poolse district Nowosądecki, woiwodschap Klein-Polen. De plaats maakt deel uit van de gemeente Muszyna en telt 700 inwoners.